# Niżnie-Kubienskij
Niżnie-Kubienskij (ros. Нижне-Кубенский) – osiedle w Rosji, w obwodzie wołogodzkim, w rejonie charowskim. W 2021 liczyło 262 mieszkańców.